# 先進安全自動車

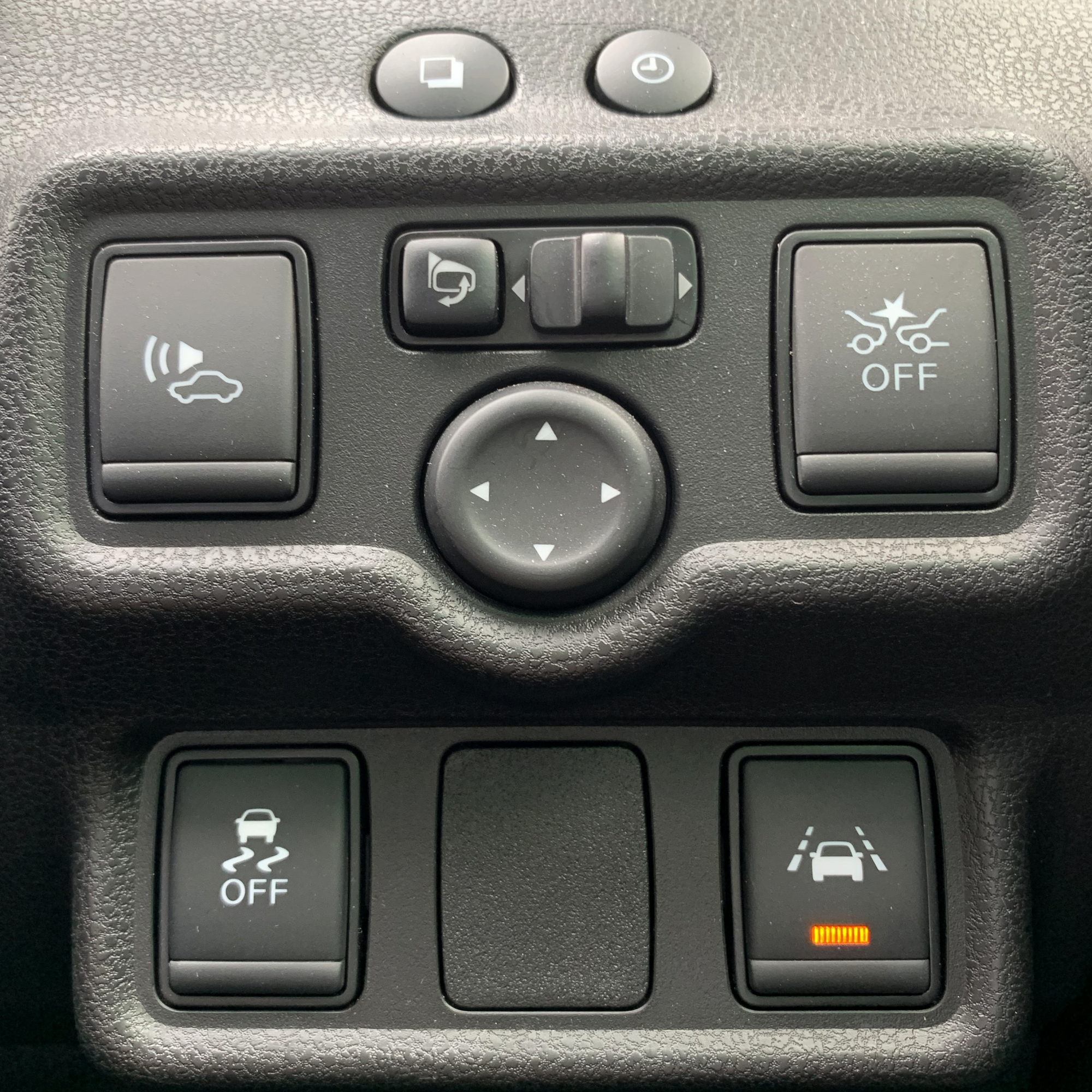
サポカーS ワイド車装備の例。

先進安全自動車（せんしんあんぜんじどうしゃ、Advanced Safety Vehicle、略称ASV）とは、高度道路交通システムの一部で、自動車にさまざまな先端技術を用い車両そのものが運転を支援するというプロジェクト。また、その車両そのもののことを指す

## 概要
日本では国土交通省自動車交通局を事務局として、大学・自動車メーカー・関係省庁をメンバーに加えた「先進安全自動車推進検討委員会」が中心となって1991年より推進している。SF作品などで見られる全自動走行ではなく、主体となる運転者をサポートすることを目指している。
2014年現在、市販車への搭載はかなり急速に進んでいる。背景にあるのはEyeSightやスマートアシストなどのヒットとそれを受けての各社の対抗馬投入である。前2者が比較的普及価格帯の車両(軽自動車からCセグメント)にも搭載されている為、それらへの対抗という意味で今後新車におけるASVは一般的なものになっていくことが予想される。
特に自動ブレーキに関しては日産・ノート、スズキ・ソリオ、ホンダ・N-BOX、輸入車ではフォルクスワーゲン・up!といった低価格帯の車両への搭載も相次いでおりメーカーも搭載を喧伝している。特に国内で市場も大きく競争も熾烈な軽自動車においては、シェアの大きいダイハツが市場投入しただけに他3社の対応も待ったなしである。2014年12月にフルチェンジしたスズキ・アルトはバンにもレーダーブレーキサポート搭載オプション(ESP、誤発進抑制機能などとのセットオプション)を設定し、バンRBS搭載車は軽商用車初のASVかつ最も安いASV（76.5万円・消費税抜）となった。前述のアルトやダイハツ・ミライースなどのように車両本体価格100万円未満で買えるASVや2018年5月に一部改良を実施したダイハツ・ハイゼットトラックのようにAT仕様のほか、MT仕様が設定されているASVも存在しており、2018年9月現在軽におけるASVは上の1,000ccクラスのAセグメント、もしくは1,500cc以下のクラスのBセグメントより普及が急速に進んでいる。

## 実現例
- 衝突被害軽減ブレーキ
- ACC (Adaptive Cruise Control)
- 車線逸脱防止支援システム
- ESC (Electronic Stability Control)
- 駐車支援機能
- ドライバー異常時対応システム（Emergency Driving Stop System）

### 商品例
上記のうち複数が含まれているものを記す。日産、スズキなどはASVのペットネームを持っていないが、ASV自体はあり、ASVであることをCMでアピールしている事例もある。
- Honda Intelligent Driver Support System（ホンダ）
  - 技術アピールではそのままASVの名称を用いていることもある。
- Honda SENSING（ホンダ[注釈 4]）
- EyeSight（スバル）
- スマートアシスト（ダイハツおよびそのOEM）
- e-Assist（三菱自動車工業）
  - eKの兄弟車である日産・デイズにはこのペットネームは付いていない（そもそも日産にはASVのペットネームがない）。
- i-ACTIVSENSE（マツダ） ※スズキからのOEM車種に関しては使用されない
- （参考）レーダーブレーキサポート（スズキ） 衝突被害低減ブレーキ単体の名称であるが、事実上ASVのペットネームと化している。
  - レーダーブレーキサポートはESPや誤発進抑制機能などとセットオプション（標準非装備車種の場合）で、装備車はASVの要素を複数満たししている。

特にEyeSightのキャッチコピー「ぶつからないクルマ?」に代表されるように（その他の機能は以前から実装されていたこともあり）衝突被害軽減ブレーキは2017年現在のASVの目玉であり、それ自体のペットネームはASVのペットネームを持たない前述2社でも用意されている。結局、各社ともペットネームの有無にかかわらず衝突被害軽減ブレーキをASVのアピールとして利用している状態である。